# Selenozyma intestinalis
Selenozyma intestinalis är en svampart som först beskrevs av Krassiln., och fick sitt nu gällande namn av Yarrow 1977. Selenozyma intestinalis ingår i släktet Selenozyma, klassen Saccharomycetes, divisionen sporsäcksvampar och riket svampar.   Inga underarter finns listade i Catalogue of Life.